# Jiu
Jiu (izgovor Žiu) je rijeka u rumunjskoj povijesnoj pokrajini Olteniji. Izvire na Karpatima s izvorišnim krakovima Zapadni Jiu (Jiul de Vest) i Istočni Jiu (Jiul de Est). Dolina rijeke Jiu je jedno od najvažnijih rumunjskih nalazišta ugljena i rudarsko središte. Na jugu teče kroz Vlašku nizinu i ulijeva se u Dunav. Najveći gradovi na rijeci su Târgu Jiu i Craiova.
Županije kroz koje prolazi rijeka Jiu:
- Hunedoara
- Gorj
- Dolj

Gradovi kroz koje prolazi rijeka Jiu:
- Petroşani
- Lupeni
- Târgu Jiu
- Craiova

## Pritoke
Pritoci rijeke Jiu, od izvora prema ušću, su:
- Lijeve: Jiul de Est, Izvor, Polatiștea, Radul, Pârâul Alb, Păiușu, Chițiu, Sadu, Curpenoasa, Tetila, Iazu Topilelor, Hodinău, Amaradia (Gorj), Dâmbova, Cioiana, Gilort, Fratoștița, Cârnești, Răcari, Brădești, Amaradia (Dolj), Preajba, Lumaș, Leu, Gioroc
- Desne: Jiul de Vest, Cândețu, Murga Mică, Murga Mare, Dumitra, Cerbănașu, Bratcu, Porcu, Sâmbotin, Cartiu, Pietroasa, Șușița (Gorj), Tismana, Timișeni, Jilț, Ceplea, Șușița (Mehedinți), Motru, Bâlta, Racovița, Argetoaia, Raznic, Tejac, Ulm, Prodila

## Vanjske poveznice
|  | Zajednički poslužitelj ima još gradiva o temi Jiu |